# Pinheiro (futebolista)
João Carlos Batista Pinheiro, mais conhecido como Pinheiro (Campos dos Goytacazes, 13 de janeiro de 1932 – Rio de Janeiro, 30 de agosto de 2011) foi um futebolista e treinador de futebol brasileiro, que atuou como zagueiro.

## Carreira

### Como jogador
Zagueiro viril, de ótimo porte físico com seu 1,87 m de altura, sendo ainda bastante forte, se impôs como o xerife da zaga do Fluminense em 605 jogos (o segundo jogador que mais defendeu o Tricolor e que, durante doze anos, foi titular absoluto). Considerando além de sua participação como jogador a sua participação como técnico, Pinheiro foi aquele que mais defendeu as cores do Fluminense, com 722 jogos, o que não inclui nos números a sua ainda maior participação como técnico, das equipes inferiores, durante nove anos.
A estreia de Pinheiro pelo time principal do Fluminense se deu na vitória por 2 a 1 sobre o Nacional do Uruguai, em 11 de agosto de 1949, no Estádio de Laranjeiras.
Pelo Fluminense, como jogador, Pinheiro foi campeão carioca em 1951 e 1959, da Copa Rio de 1952, do Torneio Rio-São Paulo de 1957 e 1960, da Zona Sul da Taça Brasil de 1960, além de vários outros títulos de menor expressão.
Antes de defender o Fluminense, Pinheiro atuou pelo Americano de sua cidade natal, tendo jogado neste clube como goleiro, zagueiro, meia e centroavante, saindo do Tricolor para o Bonsucesso em 1963. Defendeu também a Seleção Brasileira principal em 17 jogos (11 vitórias, 3 empates, 3 derrotas e 1 gol marcado), sendo campeão dos Jogos Pan-Americanos de 1952 e da Taça Bernardo O'Higgins em 1955, como titular da seleção canarinho na Copa do Mundo FIFA de 1954, ostentando também o título de campeão sul-americano juvenil de 1949.

### Como treinador
Ao terminar a sua carreira como jogador, Pinheiro trabalhou nas categorias de base do Fluminense como técnico em 1969, substituindo seu amigo Telê Santana, que foi promovido para os profissionais, ganhando diversos títulos a partir daí e revelando muitos jogadores para o Tricolor até o fim dos anos 1970, pelo menos. Conquistou três campeonatos cariocas da antiga categoria de juvenis, atuais juniores, em 1970, 1975 e 1976, além da Copa São Paulo de Futebol Júnior, em 1971, 1973 e 1977 e do Torneio de Nice de 1977.
Pinheiro revelou vários jogadores relevantes para o clube e para a Seleção Brasileira de Futebol, notadamente na década de 1970, como o ex-zagueiro e técnico tricolor Abel Braga, Carlos Alberto Pintinho, Deley, Edevaldo, Edinho, Gilson Gênio, Kléber, Marquinhos, Mário, Nielsen, Robertinho, Rubens Galaxe e Zezé, entre outros.
Como treinador no time principal do Fluminense, Pinheiro atuou em 119 jogos.
Chegou a ser técnico profissional e dirigiu vários times com sucesso, como America do Rio, América Mineiro, Americano de Campos, Bangu, Botafogo, Cruzeiro e Goytacaz.

## Morte
Pinheiro estava internado no Hospital Panamericano, na Tijuca, Zona Norte carioca, desde o dia 4 de julho, até que, no dia 30 de agosto de 2011, o ídolo tricolor veio a falecer por causa de um câncer de próstata que já o incomodava há alguns anos. Por este motivo, o Fluminense entrou em campo diante do São Paulo, no dia seguinte, com uma tarja preta na camisa, em cima do escudo, como demonstração de luto e pesar. O corpo de Pinheiro foi velado no Fluminense, que decretou luto oficial de sete dias.

## Títulos

### Como jogador
Fluminense
- Copa Rio: 1952
- Taça Brasil - Zona Sul: 1960
- Torneio Rio-São Paulo: 1957 e 1960
- Campeonato Carioca: 1951 e 1959
- Torneio Início do Campeonato Carioca: 1954 e 1956
- Taça Embajada de Brasil (Peru): 1950 (Sucre versus Fluminense)
- Taça Comite Nacional de Deportes (Peru): 1950 (Club Alianza Lima versus Fluminense)
- Taça General Manuel A. Odria (Peru): 1950 (Seleção de Arequipa versus Fluminense)
- Taça Adriano Ramos Pinto: 1952 (Copa Rio - Fluminense versus Corinthians)
- Taça Cinquentenário do Fluminense: 1952 (Copa Rio - Fluminense versus Corinthians)
- Taça Milone: 1952 (Copa Rio - Fluminense versus Corinthians)
- Taça Ramon Cool J (Costa Rica): 1960 (Deportivo Saprissa versus Fluminense)
- Taça Canal Collor (México): 1960) (Club Atlético San Lorenzo de Almagro-ARG versus Fluminense)
- Taça Embotelladora de Tampico SA (México): 1960 (Deportivo Tampico versus Fluminense)
- Taça Dínamo Moscou versus Fluminense: 1963
- Torneio José de Paula Júnior: 1952
- Copa das Municipalidades do Paraná: 1953
- Taça Folha da Tarde: 1949 (Internacional-RS versus Flu)
- Taça Casa Nemo: 1949
- Troféu Prefeito Acrisio Moreira da Rocha: 1949 (Fla-Flu)
- Taça Secretário da Viação de Obras Públicas da Bahia: 1951 (Esporte Clube Bahia versus Fluminense)
- Taça Madalena Copello: 1951 (Fla-Flu)
- Taça Desafio: 1954 (Fluminense versus Uberaba)
- Taça Presidente Afonsio Dorázio : 1956 (Seleção de Araguari-MG versus Fluminense)
- Taça Vice-Presidente Adolfo Ribeiro Marques: 1957 (Combinado de Barra Mansa versus Fluminense)
- Taça Cidade do Rio de Janeiro: 1957 (Fluminense versus Vasco)
- Taça Movelaria Avenida: 1959 (Ceará Sporting Club versus Fluminense)
- Taça CSA versus Fluminense: 1959

Seleção Brasileira
- Campeonato Pan-Americano de Futebol: 1952
- Taça Bernardo O'Higgins: 1955

### Como treinador
Fluminense (Base)
- Torneio de Nice: 1977
- Copa São Paulo de Futebol Júnior: 1971, 1973 e 1977
- Campeonato Carioca de Futebol Sub-20: 1970, 1975 e 1976

Fluminense
- Taça Guanabara: 1971
- Copa Vale do Paraíba: 1977
- Troféu Teresa Herrera: 1977
- Torneio de Maceió de 1994: 1994

Cruzeiro
- Copa do Brasil: 1993

Bangu
- Taça Rio: 1987

Botafogo
- Troféu Cidade de Palma de Mallorca: 1988

## Campanhas de destaque

### Como treinador
Goytacaz
- Série B 1985 (vice-campeão)

Fluminense
- Campeonato Carioca: 1972 (vice-campeão)

América
- Série A 1986 (semi-finalista)